# Boys and Girls (The Office)
"Boys and Girls" é o décimo quinto episódio da segunda temporada da série de televisão estadunidense The Office, o vigésimo primeiro no geral. Foi escrito por B. J. Novak, dirigido por Dennie Gordon e exibido pela primeira vez em 2 de fevereiro de 2006 nos Estados Unidos, pela NBC. A exibição é estrelada por Melora Hardin como Jan Levinson, Craig Robinson como Darryl Philbin, e Patrice O'Neal como Lonny.
A série retrata a vida cotidiana dos funcionários na filial da empresa de papel Dunder Mifflin em Scranton.  Nesse episódio, Michael Scott (Steve Carell) fica frustrado quando não lhe é permitido ouvir um seminário sobre "mulheres no local de trabalho" que Jan está conduzindo, então ele reúne apenas os homens no depósito, onde causa uma confusão. Enquanto isso, Pam Beesly (Jenna Fischer) releva sua habilidade para desenhar e é apoiada por Jim Halpert (John Krasinski).
A ideia para o roteiro surgiu das atrizes Angela Kinsey e Fischer. Durante grande parte da exibição, os homens foram filmados em um estúdio distinto do habitual escritório, ocupado apenas por mulheres. "Boys and Girls" recebeu críticas amplamente positivas e foi assistido por 9,21 milhões de espectadores.

## Sinopse
Jan Levinson lidera as funcionárias do escritório em um seminário sobre "mulheres no local de trabalho". Irritado por ter sido excluído, Michael Scott conduz uma reunião concorrente apenas para homens no depósito. Darryl Philbin e sua equipe ficam irritados com as brincadeiras do gerente regional, que culminam com ele dirigindo uma empilhadeira e derrubando várias prateleiras. Roy Anderson aborda Jim Halpert afirmando que tomou conhecimento que ele era apaixonado por Pam Beesly, mas garante que não está bravo por ser algo passado.
No fim, Michael realiza uma "sessão de reclamações" e inspira os trabalhadores do depósito a integrarem um sindicato. Com temor das reações, ele informa Jan, que o instrui a avisar aos funcionários que a empresa fechará toda a filial de Scranton se houver sindicalização. O gerente regional se recua continuamente e ela mesma os informa. Após Pam revelar sua habilidade para desenho, Jan lhe sugere um programa de treinamento corporativo em design gráfico na cidade de Nova Iorque.
Pam decide aceitar após ser apoiada por Jim, mas seu noivo Roy a desincentiva. O colega repreende ela por desistir de seu sonho e não correr riscos. Pam diz à equipe do documentário que está feliz com sua vida atualmente, mas depois desaba e chora. Michael deixa o depósito que está completamente bagunçado, causando ódio em Darryl que deve organizá-lo.

## Produção

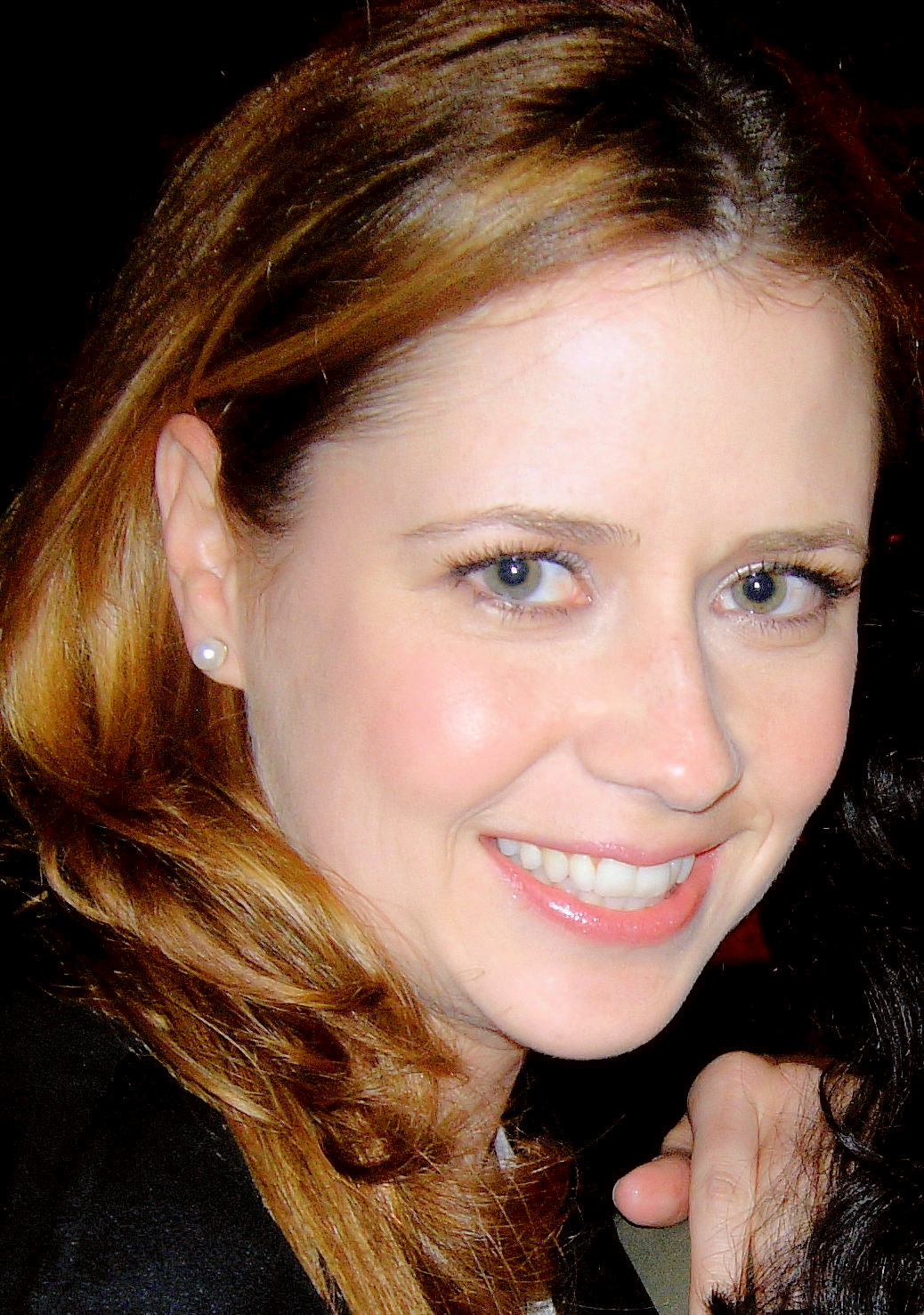
Jenna Fischer (na foto) e Angela Kinsey tiveram a ideia para o episódio

"Boys and Girls" foi dirigido por Dennie Gordon e escrito por B. J. Novak, que interpreta Ryan Howard na série. As atrizes Angela Kinsey e Jenna Fischer formularam a trama principal enquanto estavam conversando no estúdio e a apresentaram ao produtor executivo Greg Daniels, que gostou da ideia. Ele posteriormente atribuiu o enredo a Novak, que concluiu a escrita. O trecho que Pam afirma que pretende morar em uma casa com terraço e plantas foi baseado no livro Choose Your Own Adventure (embora não seja identificado no episódio), que Fischer leu quando criança. Ela revelou posteriormente que Novak a perguntou se tinha alguma história pessoal que pudesse se relacionar com a personagem. Então Fischer relembrou da história infantil, que foi imediatamente adicionada na gravação.
Mais tarde, Fischer o chamou de "o episódio mais masculino e mais feminino de The Office até agora". Isso ocorre em grande parte porque, durante as filmagens, os grupos gravaram em estúdios distintos, com os homens deixando o habitual escritório, ocupado apenas pelas mulheres. Fischer afirmou que elas passaram grande parte do tempo conversando e "se comportando como alunas do sétimo ano". Todas relataram que "foi ótimo" permanecerem juntas.
O DVD da segunda temporada contém quatro cenas deletadas desse episódio: Michael pedindo ajuda a Pam para escolher um toque de celular, Dwight atirando com sua pistola de batatas na boneca inflável, falando sobre armas com Roy e tentando lembrar o nome do filme The Wizard of Oz.